# Marie de Régnier
Marie de Régnier (20 de diciembre de 1875 - 6 de febrero de 1963), también conocida por su nombre de soltera Marie de Heredia o por su seudónimo Gérard d'Houville, fue una novelista y poetisa francesa, muy vinculada a los círculos artísticos del París de principios del siglo XX.

## Biografía
Marie de Heredia fue la segunda de las tres hijas del poeta francés de origen cubano José María de Heredia, y desde muy joven se relacionó con muchos escritores y artistas que acudían a casa de su padre, como Leconte de Lisle, Anna de Noailles, Paul Valéry, Pierre Louÿs y Anatole France.
Su vida privada fue algo enrevesada. Se casó con el poeta Henri de Régnier, pero mantuvo una larga relación con Pierre Louÿs, probablemente el padre de su hijo Pierre de Régnier (1898-1943). También tuvo otros amantes, como Edmond Jaloux, Jean-Louis Vaudoyer, Gabriele D'Annunzio (durante su exilio en París de 1910 a 1914) y el dramaturgo Henri Bernstein. Su relación con colegas abiertamente lesbianas también dio lugar a rumores sobre su propia sexualidad.

## Obra
Aunque a veces es más conocida por sus relaciones con otros artistas, Marie de Régnier fue una poetisa y novelista de gran talento por derecho propio, «considerada una de las más dotadas del grupo de escritoras de su época». Sus primeros intentos de poesía los escribió en la Biblioteca del Arsena, donde su padre era director. Él y sus amigos alentaron su talento desde muy joven, y ella comenzó a publicar bajo su nombre de casada, adoptando más tarde el seudónimo masculino de  "Gérard d'Houville" (derivado del nombre de una abuela normanda, "Louise Gérard d'Houville" o "Girard d'Ouville"). Más tarde dijo que su seudónimo era una forma de distanciarse de su marido y padre, más famoso, pero no era un intento serio de ocultar su sexo: los críticos y comentaristas contemporáneos siempre se referían a "Madame" Gérard d'Houville.
Su obra apareció en la Revue des deux Mondes a partir de 1894 y fue muy admirada; algunos críticos la compararon favorablemente con Mallarmé. Muchos de estos poemas aún no han sido recogidos en una edición moderna. Su primera novela, L'Inconstante, apareció en 1903.

## Recepción de la crítica y legado

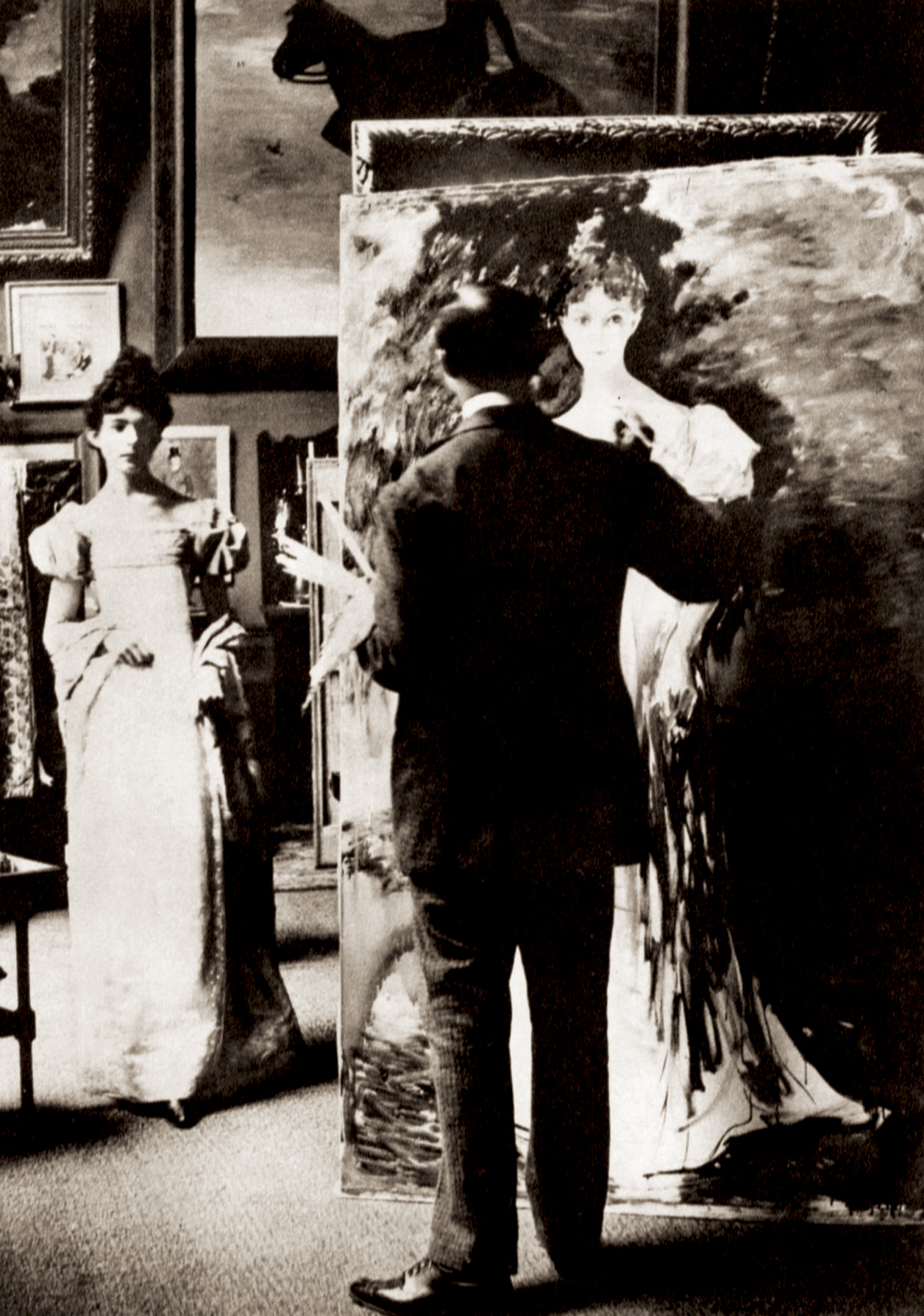
Marie de Régnier posando para su retrato en el taller de Jacques-Émile Blanche, 1893. Fotografía de Giuseppe Primoli.

La obra de De Heredia fue aclamada a lo largo de toda su carrera y fue una escritora popular entre el público y la crítica. Cuando el periódico francés L'Intransigeant pidió a sus lectores en 1910 que nombraran a las tres escritoras que merecían un lugar en la Académie française, «Gérard d'Houville» quedó en primera posición, por encima de Anna de Noailles y Colette. En 1918 recibió el primer Gran Premio de Literatura de la Academia Francesa por su obra de ficción, y en 1958 el Gran Premio de Poesía por su obra poética, siendo hasta la fecha la única mujer que ha recibido ambos galardones.
Varios artistas y pintores de la época la retrataron, entre ellos Jacques-Émile Blanche y Jean-Louis Forain. También fue objeto de varias fotografías de desnudos de Pierre Louÿs.

## Obras seleccionadas
- L'Inconstante, roman, 1903 [4]
- Esclave, 1905
- Le Temps d'aimer, 1908
- Le Séducteur, 1914
- Jeune Fille, 1916
- Tant pis pour toi, 1921
- Le Roman des quatre, 1923 (escrito en colaboración con Paul Bourget, Henri Duvernois y Pierre Benoit )
- Le Chou, 1924
- Vingt poèmes, 1925
- L'Enfant, 1925
- La Vie amoureuse de l'Impératrice Joséphine, 1925
- Clowns 1925
- Paris et les voyages, 1925
- Chez le magicien, 1926
- Proprette y Cochonnet, 1926
- Opinions candides, 1926
- Je crois que je vous aime... Sept proverbe, 1927
- Esclave amoureuse, 1927
- La Vie amoureuse de la Belle Hélène, 1928
- Le Diadème de Flore, 1928
- El Charmant Rendez-Vous, 1929
- Les Rêves de Rikiki, 1930
- Les Poésies, 1931
- L'Impératrice Joséphine, 1933
- Peau d'âme, 1935
- Le Temps d'aimer, 1935
- Enfantines et Amoureuses, 1946

## Lectura adicional
- Dominique Bona, Los ojos negros : les vies extraordinaires des sœurs Heredia, JC. Lattès, 1989
- Robert Fleury, Marie de Régnier, Plon, 1990
- Jean-Paul Goujon, Dossier secreto : Pierre Louÿs-Marie de Régnier, París, Christian Bourgois, 2002
- Robert Fleury, Marie de Régnier, L'inconstante, Ómnibus, 2003
- Marie de Laubier (dir.), Una musa de la Belle Époque : Marie de Régnier, BNF, 2004ISBN 271772270X

## Película
- 2019 : Curiosa, una película erótica francesa dirigida por Lou Jeunet.